# ジョナサン・シーゲル
ジョナサン・シーゲル（Jonathan Siegel）は、Xenon Partners社のCEOで連続起業家（シリアル・アントレプレナー）、ベンチャーキャピタリスト。Eコマース、クラウドサービス、電子署名など、数多くの事業会社を設立した
。

## 人物・来歴
アメリカ合衆国カリフォルニア州サンフランシスコ出身。
Eコマース、クラウドサービス、電子署名の分野で事業会社を設立。eコマースの分野においてはWebサイトなどに利用されるショッピングカートサービスを開発・提供したRightCart.com社を設立。2007年にBUY.COM, INC.(現:楽天株式会社)に売却。
クラウドサービス分野ではマルチクラウド管理プロバイダーRightScale社を設立。AmazonのWebサービスの管理プラットフォームを提供し、2018年フレクセラ・ソフトウェア合同会社へ売却。さらに電子署名サービスの開発・運営を目的として設立された「RightSignature」は南カリフォルニアVentureNet会議にて優秀賞を受賞し、2014年にシトリックス・システムズ社へ売却。
現在はXenon Partners社のCEOや、Shibuya Startup Supportにてスペシャルアドバイザーとして活動している。
UCSBで物理学とコンピューターサイエンスの学位を、ブラウン大学でサイバーセキュリティの修士号を、INSEADでMBAを取得。現在もSyracuse Universityにて法律の勉強もしている。また、カリフォルニア州の不動産ブローカーライセンス、カリフォルニア州の請負業者ライセンス、プライベート・パイロット・ヘリコプター証明書、固定翼機のマルチ・エンジン・インストゥルメント・インストラクター証明書を所有。また、著書の「The San Francisco Fallacy -起業家を殺す10の迷信- 」は堀江貴文から推薦され話題に。

## 略歴
- 1991年2月 - モバイル、クラウド、Webベースのアプリケーションの開発会社ELC Technologies社を設立[12]
- 2006年5月 - RightCart.com社を設立
- 2006年10月 - RightScale社を設立
- 2007年7月 - RightCart社をBUY.COM, INC.に売却
- 2008年6月 - RightSignature社を設立[13]
- 2010年 - エラー追跡アプリケーションを提供しているExceptional Cloud Services社のCEOに就任[14]
- 2010年1月 - サーバーの監視・管理ツールを提供するCloudkick社のアドバイザーに就任[15]
- 2010年9月 - アメリカのベンチャーキャピタル会社Accel VCにてベンチャーパートナーに就任[16]
- 2010年12月 - Cloudkick社のアドバイザーを辞任
- 2010年12月 - PHPアプリケーションのプラットフォーム開発会社Orchesta社のアドバイザーに就任。PaaSソリューションプロバイダーEngine Yard社への買取に伴い、創業起業家へアドバイスを行う。[17][18]
- 2011年1月 - Accel VCにてベンチャーパートナーを辞任
- 2011年9月 - Orchesta社のアドバイザーを辞任
- 2013年3月 - Exceptional Cloud Services社CEOを辞任
- 2013年3月 - マルチクラウドソリューションを提供しているRackspace Technology社に入社[19]
- 2014年10月 - RightSignature社をシトリックス・システムズ社に売却
- 2014年1月 - Xenon Partners社のCEOに就任[20][21]
- 2015年6月 - バーチャルメールボックスとバーチャルアドレスのプロバイダー会社のEarth Class Mail社の会長に就任[22]
- 2016年1月 - Rackspace Technology社を退職
- 2017年1月 - Earth Class Mail社の会長を辞任
- 2018年9月 - ScoutAPMに入社[23]
- 2018年10月 - RightScale社をフレクセラ・ソフトウェア合同会社に売却
- 2020年9月 - 電子契約サービスの開発・運営を行うサインタイム株式会社を設立[24]

## 特許
- フォームの回答率を強化するシステムとメソッドを開発。これによりネットワークを介してユーザが電子文書に情報を入力することが容易になった。[25]
- コンピュータフォームアクションゾーンの概要システムとメソッドを開発。複数の情報入力欄がある電子文書にインターネットを介してユーザが容易に情報入力ができるようになった。[26]
- ドキュメントへの署名システムとメソッドを開発。インターネットを介して、電子署名を可能にした。[27]
- 自己完結型取引コンポーネントを使用するための方法および装置を開発。ウェブページの一部内に表示される自己完結型のトランザクションコンポーネントを使用して電子取引を可能にし、オンライン取引をより容易にした。[28]

## 著書
『The San Francisco Fallacy -起業家を殺す10の迷信- 』（ナンバーナイン出版、2019年3月発売）